# الإسلامية التركية
الإسلامية التركية هي أيديولوجية تدمج القومية التركية الإسلاموية. غالبا ما يرتبط بالأيديولوجية المثالية، ولكن الأمر ليس دائما كذلك لأن العديد من المثاليين علمانيون، في حين أن العديد من القوميين الإسلاميين الأتراك ليسوا مثاليين.

## تاريخ
أوضح المؤرخ غوكخان جتنسايا أن هناك ثلاثة آراء حول موضوع القومية التركية والإسلام. الأول هو القوميون الذين يرفضون الإسلام، والثاني هم الإسلاميون الذين يرفضون القومية، وثالثا هم الذين يخلطون بينهما. كان هناك اندماج للقومية التركية مع الإسلام خلال السنوات الأخيرة من الإمبراطورية العثمانية. ادعى حميد بوزارسلان أن التوليف التركي الإسلامي كان أيديولوجية الدولة الرسمية لتركيا عندما تم تأسيسه في عام 1923. تم تعميم الإسلاموية القومية التركية وتشجيعها كجزء من عملية غلاديو خلال الحرب الباردة من قبل المثقفين اليمينيين المدعومين من أمريكا مثل ألب أرسلان توركش الذين كانوا قلقين بشأن تزايد النفوذ اليساري المدعوم من الاتحاد السوفيتي في البلاد. أرادوا أن يصنعوا قومية مستوحاة من الدين. لم يدعم توركش عموم الإسلاموية. كان اقتباسه الشهير هو "التركية هي جسدنا، والإسلام هو روحنا". تسامحت الحكومة التركية والجيش مع الأيديولوجية بل وعززتها خلال العنف السياسي 1976-1980. في حين أن القوميين والإسلاميين كانوا منافسين طبيعيين في الدول الإسلامية الأخرى، في تركيا، كانت الغالبية العظمى من الإسلاميين الأتراك تعترف بدرجة من القومية العرقية.استند التوليف إلى المدرسة الحنفية، وادعى أنه ضروري للتركية.وفقا للتوليف، فإن الهوية التركية والإسلام ضروريان لبعضهما البعض. ادعى أتباع الأيديولوجية أنه حتى قبل تبني الإسلام، كان الأتراك متقبلين للإسلام. أكد التوليف على الإسلام محليا بين الأتراك، وليس على الإسلام بين المسلمين في جميع أنحاء العالم.دعا التوليف أيضا إلى الإسلام في المجتمع الذي سيكون ثقافيا أكثر تركية وأقل عربية.
في أواخر السبعينيات، كان المشهد السياسي التركي مليئا بالصراعات الأيديولوجية بين القوميين المتطرفين اليمينيين المتطرفين (المثاليين) والجماعات اليسارية المتطرفة، إلى جانب القليل من الجهد الحكومي لوقفه. في ظل حكم حزب الوطن الأم، أصبحت القومية الإسلامية التركية الأيديولوجية الرسمية بحكم الأمر الواقع لتركيا (وحتى اليوم متهمة بأنها تخضع لحكم حزب العدالة والتنمية، على الرغم من أن حزب العدالة والتنمية ينكر ذلك بشدة). في عام 1982، تم تعزيز الدين في المدارس والتعليم كوسيلة لتعزيز القومية الإسلامية التركية، التي تهدف إلى إضعاف التيار الإسلامي والقومية العلمانية.
تاريخيا، كان للحركات الإسلامية في تركيا انقسام عرقي. معظم الجماعات الإسلامية تم تجنيدها فقط من الأكراد أو الأتراك، مع تجنيد عدد قليل جدا من الجماعات من كليهما. كان السبب الرئيسي للانقسام هو أن معظم الإسلاميين الأتراك يحملون آراء قومية قوية، ورفضوا القتال ضد حكومتهم، وغالبا ما كانوا يحملون آراء مناهضة للأكراد أيضا. في المقابل، كان الإسلاميون الأكراد يحملون أيضا وجهات نظر قومية وانفصالية ومعادية لتركيا، وغالبا ما تعاونوا مع القوميين الأكراد العلمانيين. سيطر الأكراد على التشدد الإسلامي في تركيا. فضل معظم الإسلاميين الأتراك السفر للجهاد في الخارج. في الحرب البوسنية، والحرب الأهلية السورية، وكذلك الحرب الشيشانية الأولى والثانية، أعلنوا في الغالب عن الدوافع القومية التركية والعثمانية الجديدة والتركية بالإضافة إلى الإسلاموية.

## وجهات النظر حول غير الأتراك

### العرب
ادعى إبراهيم قفص أوغلو أن الأتراك حتى ما قبل الإسلام كانوا مسلمين أفضل من العرب. كان ألبرسلان توركيش، مؤسس حزب الحركة القومية وتنظيم الذئاب الرمادية وأحد كبار الأيديولوجيين في الاسلامية التركية، مدافعا عن الأذان التركي ودعا إلى أن يكون القرآن والأذان وحتى الصلاة فقط باللغة التركية في تركيا. شارك في قيادة الانقلاب التركي عام 1960 وفي مقابلة بعد الانقلاب، وصف تورکش استخدام اللغة العربية للدين بأنه "خيانة"، وقال "في المسجد التركي، يقرأ القرآن التركي، إنه ليس عربيا". بعد أزمة اللاجئين، زادت معاداة العروبة، معظمها بين الذئاب الرمادية. في عنتاب، اضطر ما يقرب من عشرين عربيا سوريا إلى مغادرة المدينة بعد أن نهبت الحشود التركية الغاضبة المنتمية إلى الذئاب الرمادية منازلهم. في مرة أخرى، أغلقت مجموعة من حوالي 1000 ذئب رمادي، والتي نظمت على وسائل التواصل الاجتماعي، طرقا مختلفة في كهرمان مراس ورفضت المغادرة حتى بعد تحذيرات الشرطة. كما أزال المتظاهرون اللافتات العربية من العديد من المتاجر المملوكة للسوريين، وأغلق العديد من أصحاب المتاجر متاجرهم خوفا. كما هاجموا سوريا في سيارة وكسروا نوافذه، لكنهم هربوا بعد أن أطلقت الشرطة التركية طلقة نارية تحذيرية في الهواء. تتطوع العديد من المنظمات القومية الإسلامية التركية للقتال في سوريا لصالح التركمان السوريين لتعزيز المصالح التركمانية وإضعاف المصالح العربية والكردية. أرسلت شباب الألبرن 250 مقاتلا في عام 2015 "للقتال ضد روسيا وإيران والأسد. ولمساعدة التركمان"،على الرغم من أنهم اتهموا في وقت لاحق بأنهم جاءوا للتو إلى سوريا لالتقاط الصور مع المقاتلين، حيث شوهد العديد من مواقد ألبيرن في اسطنبول بعد أيام فقط من ذهابهم للقتال.

### الاكراد
في مقابلة أجريت عام 2013، ادعى ألتان تان أن الحركة الإسلامية في تركيا كانت "مليئة بالقوميين" الذين يحتقرون الأكراد، مما دفع الأكراد إلى التصويت العلماني.غالبا ما حاول القوميون الإسلاميون الأتراك إخفاء الكردية لمختلف الشخصيات الإسلامية.
بينما كان الأتراك معروفين بالحنفية، كان الأكراد معروفين بالشافعية. اتهم القوميون الإسلاميون الأتراك بالتقليل من أهمية الشافعية "في كل فرصة" ومحاولة نشر الحنفية للأكراد على أمل أن يقودهم أيضا إلى تبني هوية تركية. تاريخيا، لعبت الطائفة الشافعية دورا كبيرا في الحفاظ على الثقافة الكردية وهويتها ولغتها، حيث كان الأكراد الشافعيين محاطين بالأتراك الحنفيين، العرب الحنفيين و الحنبليين، والفرس الشيعة والأذربيجانيين الشيعة.
اتهمت الجماعات الإسلامية والمحافظة في تركيا، مثل حزب الرفاه وحزب العدالة والتنمية، بحمل وجهات نظر قومية أيضا. على الرغم من استخدام "حل إسلامي" لمواجهة المطالب الكردية، لم يرغب الإسلاميون الأتراك في تناقض القومية التركية، وفشلت حلولهم للقضايا الكردية.
نفذ انقلاب عام 1980 التوليف التركي الإسلامي كأيديولوجية الدولة بحكم الأمر الواقع، كما نفذ السياسات الأكثر تقييدا ضد الهوية الكردية في تاريخ تركيا. أعقبت زيادة الكراهية الإسلامية القومية التركية تجاه الأكراد لفترة وجيزة حمل حزب العمال الكردستاني السلاح في عام 1984. صور الإسلامي القومي التركي الأكراد على أنهم المحرضون في الصراع. كثيرا ما قدم العديد من القوميين الإسلاميين الأتراك عذرا بأنهم يعارضون حزب العمال الكردستاني أو الانفصاليين فقط وليس الأكراد العاديين. ومع ذلك، في الممارسة العملية، عارضوا الأكراد بشكل عام، واستمروا في سياساتهم المناهضة للأكراد بينما زعموا في نفس الوقت أنه ليس لديهم مشكلة مع الأكراد العرقيين.
على الرغم من أن رجب طيب أردوغان حقق في البداية أكبر قدر من التقدم في حل النزاع، إلا أنه اتخذ منعطفا قوميا حادا في عام 2010 وبدأ في تقييد التعبيرات الثقافية الكردية، ودعم معظم القوميين الإسلاميين الأتراك أردوغان وأصبحوا الجزء الأكبر من المعارضة لزيادة الحقوق الثقافية الكردية في تركيا.صرح مجاهد بيليجي أنه "هناك نمط واضح في لغة أردوغان وبالفعل في نهج جميع المحاورين الإسلاميين مع الأكراد. الهدف الأساسي هو التقليل من كردية الأكراد وجعلها غير مرئية من خلال تسليط الضوء على إسلامهم. يتم تجنب كلمة "كردي" نفسها واستخدامها فقط بشكل استراتيجي للغاية. يحدث في أغلب الأحيان كجزء من قائمة غسيل الأعراق - لازي، شركسي، جورجي، عربي، بشناقي، ألباني - كل خصوصية غارقة بالتنوع الكاذب. لا يمكن للأكراد الحصول على الشرعية والبروز إلا كخدم ومدافعين عن الإسلام. يتم إعادة تمثيل المدن الكردية كمقاطن دينية عميقة. على سبيل المثال، تسمى مدينة أورفة دائما "مدينة الأنبياء" و"مدينة ديار بكر" "مدينة الصحابة". الغرض من ذلك هو تجنب التعامل مع أي شيء كردي على أنه كردي بحت."
بغض النظر عن إنكار حزب الحركة القومية لكونه عنصريا تجاه الأكراد، واصل حزب الحركة القومية ومؤيديه تصوير أعمال العنصرية حتى ضد الأكراد الذين ليس لديهم انتماء لحزب العمال الكردستاني أو حزب الشعوب الديمقراطي.

### اليونان
من المعروف أن الإسلاميين القوميين الأتراك يكرهون اليونانيين بسبب صراعاتهم في التاريخ وكذلك كون اليونانيين مسيحيين. اتهمت الذئاب الرمادية ذات مرة باقتحام معرض تذكاري لمذبحة اسطنبول ورمي البيض والتقاط الصور، على الرغم من أن الذئاب الرمادية نفت أي تورط.في عام 2005، نظم العديد من القوميين الإسلاميين الأتراك مسيرة وساروا إلى بوابة البطريركية المسكونية في القسطنطينية وهتفوا "مغادرة البطريرك" و"البطريركية إلى اليونان".كما احتفظ زعيم حزب الحركة القومية ذات مرة بخريطة تظهر تركيا تطالب بجميع الجزر التي تسيطر عليها اليونان.

### الارمن
على غرار اليونانيين، من المعروف أيضا أن القوميين الإسلاميين الأتراك يكرهون الأرمن بسبب تاريخهم المتضارب وبسبب ممارسة الأرمن للمسيحية. قتل سيفاج باليكجي، وهو أرمني في الجيش التركي، على يد كيفانج أغاوغلو، الذي كان مؤيدا لعبد الله تشاتلي، زعيم الذئاب الرمادية السابق.في يوم إحياء ذكرى الإبادة الجماعية للأرمن في عام 2012، احتجت العديد من الجماعات القومية والإسلامية القومية التركية على إحياء ذكرى الإبادة الجماعية للأرمن في ساحة تقسيم.عندما زار عازف البيانو الأرمني تيغران حماسيان مدينة آني في مقاطعة كارس، اقترح زعيم الذئاب الرمادية المحلي أن أي شخص يدعمه يجب أن "يذهب في مطاردة أرمنية".

## انتقاد
غالبا ما يتم انتقاد القومية الإسلامية التركية من قبل الإسلاميين الذين ينظرون إلى القومية على أنها خطيئة، ومن قبل القوميين الأتراك العلمانيين الذين ينظرون إلى الدين على أنه غير مهم، ومن قبل مختلف منظمات حقوق الأقليات والنشطاء في تركيا. كانوا القوميون الأتراك المبكرين معروفين بعلمانيتهم، وأشاد أتاتورك بوثيقة عام 1926 التي كتبها حسن روشني باركين، والمعروفة باسم "لا يوجد دين، فقط قومية. تُركِيَّتي هي ديني."
ادعت منظمة اسلامية أن هذه الأيديولوجية هي "نتاج فاشي للإمبريالية"، وأن القومية هي أيديولوجية غربية، ليس لها مكان في الدول الإسلامية.
اعتبرها حسين نيهال أتسز أيديولوجية مصطنعة تدمج بقوة أيديولوجيتين متناقضتين، واعتبر أيضا الإسلاموية غير متوافقة مع التركية.
عضو في مجتمع كردي الاسلامية، في بيان، شجع المسلمين الأكراد على مهاجمة الاتراك القوميين الإسلاميين جسديا وقال أيضا إنهم مثل الكماليين والطورانيين عندما يتعلق الأمر بمعاداة الاكراد.
انتقدت الأيديولوجية أيضا من قبل عموم سياسيين الوحدة التركية الذين قالوا "الشخص الذي لا يدافع عن العلمانية لا يمكن أن يكون طوراني. الكاكوز مسيحيون، والقرائيون والخزر يهود، الألتاي تنغرويون، والياكوت شامانيون، والأذر شيعة، وتركمان الأناضول علويون. لم تتمكن الإسلامية التركية وسنته من الوصول إلى المدينة الفاضلة الكبيرة، ولكن إلى جزء صغير من الأناضول. بدلا من رعاية التركمان العلويين، تعتبر أنه من المثالي ضرب ابن التركماني بإسم المثالية السنية لأنه يساري. بالإضافة إلى ذلك، تمنع العلمانية ضرر الطائفية وتعطي الأمة عقلانية. إذا كان مثاليا، فلا يمكنه البقاء ضد العلمانية. المثالي الذي لا يدافع عن العلمانية ليس لديه مثل ولا قزلألما." تعني قزلألما "التفاح الأحمر" وترمز إلى هدف الغزو في التقاليد التركية.

## منظمات الحركة
- حزب الحركة القومية
- تنظيم الذئاب الرمادية
- حزب الاتحاد الكبير
- شباب ألبرن
- حزب الطريق الوطني
- شباب نظام العالم
- حزب الموقد
- المواقد العثمانية
- جمعية الاتحاد والترقي
- فرقة السلطان مراد

## انضر ايضا
- كمالية إسلامية
- مثالية تركية